# 2656 Evenkia
2656 Evenkia је астероид главног астероидног појаса чија средња удаљеност од Сунца износи 2,255 астрономских јединица (АЈ).
Апсолутна магнитуда астероида је 13,5.